# 国家主席の廃止
国家主席の廃止（こっかしゅせきのはいし）は、中国の文化大革命中の1969年から1971年にかけて発生した重要な歴史的事件で、中国共産党中央委員会主席の毛沢東が国家主席の制度を廃止すると主張したのに対して、党副主席で党内序列2位だった林彪が国家主席を維持・任命すると主張した政治闘争である。
この事件は毛沢東と林彪の対立を激化させ、当時の中国共産党において序列筆頭であった人物と序列2番手であった人物の間における意見の相違は、両者の対立と林彪事件（913事件）へと繋がり、文革の重要な転換点となった。

## 政争の流れ
1966年に文化大革命が勃発した後、国家主席の座にあった劉少奇は毛沢東との間に深刻な対立を生じ、「実権派（走資派）」として攻撃対象の筆頭にされて以降、急速に権勢が失われ、1968年の第八期中央委員会第十二回全体会議で党内外のすべての職務から罷免、党からも除名されて、その翌年、迫害の上、死に至らしめられた。
劉少奇の罷免後、国家主席の地位は空席となり、2人の国家副主席（宋慶齢と董必武）が名目上の国家主席の職務を代行したものの、国家副主席の身分が国家主席に取って代わることはなかった。
劉少奇の死後、1970年に毛沢東は新憲法の制定を企図したが、そこで国家主席職を廃止することを指示した。一方で林彪は毛沢東を国家主席に復帰させることを主張し、これは政治局で大方の支持を得た。康生にいたっては「もし毛沢東が国家主席に就くことを望まないのであれば、林彪に国家主席をお願いしたい」と述べた。しかし、毛沢東が「かつて孫権から帝位を勧められた曹操は、孫権が自分を火炙りにしようとしていると看破した。私を曹操にしてはいけないし、君たちも孫権になってはならない。」といって釘を差したため、政治局での国家主席設置論は勢いを失った。
しかし、中国共産党9期第2回中央委員会全体会議（廬山会議）の席で、林彪とその盟友であった陳伯達は「毛沢東天才論」を発表し、毛沢東に党中央委員会主席の身分で国家主席を兼任するように煽った。これに反対した張春橋は林彪派から「毛沢東の謙遜につけこんで毛沢東と毛沢東思想を否定しようとしている」とされ、農場で労働改造に服すことを要求された。ところが、毛沢東は大字報を用いて陳伯達らを批判し、「天才論」の撤回と議論の中止を要求した。これにより議論は中止され、また、林彪が自ら国家主席になろうとしているのではないかと毛沢東が疑っていることが示された。
翌1971年に毛沢東が南巡した際にこの件を蒸し返したため、危機感を覚えた林彪周辺により林彪事件（913事件）が起こされ、林彪が国外に逃亡しようと乗っていた飛行機の墜落事故で死亡したことで、国家主席の廃止と存続を巡る政争は一段落した。しかし、毛沢東はすぐに国家主席の職務を廃止するのではなく、1972年、董必武に「国家主席代理」を担当させた。
そして1975年、第4期全国人民代表大会（第4期全人代）が開催され、憲法改正の手続きを踏むという方法で、正式に国家主席と国家副主席の職務を廃止した。
国家主席の廃止に伴い、国家主席の権能は以下のように移行されたことが憲法で明記された（これらの規定は1978年に改正された憲法でも定められた）。
- 国家元首としての権能は全国人民代表大会常務委員会委員長に移行
- 国家主席が保有していた国務院総理（首相）の人事提案権は中国共産党中央委員会（最終的には中央委員会主席）が行使
- 国家主席が保有していた全国武装力（中国人民解放軍・中国人民武装警察部隊（武装警察）・民兵など）の統帥権は中国共産党中央委員会主席が行使

## 文革後の国家主席
文革終了後の1982年に改正された中華人民共和国憲法で国家主席と国家副主席の地位は復活し、当初は儀礼的な役割だったが、第二次天安門事件後に実権を握った中国共産党中央委員会総書記（最高指導者の役職）の江沢民は国家主席を兼務し、その後継者の胡錦濤を国家副主席に抜擢してからは単なる名誉職ではなくなっている。